# جان ترنبال
جان ترنبال (انگلیسی: John Turnbull؛ ۵ نوامبر ۱۸۸۰ – ۲۳ فوریه ۱۹۵۶) بازیگر اهل بریتانیا بود.
از فیلم‌ها یا برنامه‌های تلویزیونی که وی در آن نقش داشته‌است، می‌توان به چه بلایی بر سر هارکنس آمد؟، سایه، چتر، معمای اسکاتلندیارد، ۳۹ پله، رامبرانت، آرایش، وحشت، زندگی خصوصی هنری هشتم و لرد اجور می‌میرد اشاره کرد.